# Geoffroy Lequatre
Geoffroy Lequatre, né le 30 juin 1981 à Pithiviers (Loiret), est un coureur cycliste français.

## Biographie
À l'issue de trois années passées au Pôle Espoirs Cyclisme de Lorraine, il débute chez les professionnels en 2004 dans l'équipe Crédit agricole. Après deux saisons dans l'équipe Cofidis, durant lesquelles il participe à son premier Tour de France en 2007. En 2008, il s'engage avec l'équipe Agritubel. À la suite du retrait de l'équipe Agritubel fin 2009, il rejoint la nouvelle équipe Team RadioShack en 2010. Le 22 octobre, il manque de peu la victoire sur Paris-Tours, repris par le peloton à 400 mètres de la ligne, après une échappée d'une quinzaine de kilomètres. En 2011, il termine troisième du championnat de France du contre-la-montre. Non conservé pour 2012 par Johan Bruyneel, il s'engage avec la formation Bretagne-Schuller pour la saison 2012. Il met un terme à sa carrière à la fin de saison 2013, il se consacre désormais à sa marque de vêtements de sport G4.

## Palmarès et classements mondiaux

### Palmarès amateur
- 1998
  - Champion de la région Centre juniors
- 2001
  - 2e du Loire-Atlantique espoirs
  - 3e du championnat de l'Orléanais sur route
- 2002
  - Grand Prix de la ville de Pérenchies
  - 2e du Grand Prix de Dourges
  - 2e de la Flèche ardennaise
  - 3e de Paris-Tours espoirs
  - 5e du championnat du monde sur route espoirs
  - 8e du championnat d'Europe sur route espoirs
- 2003
  - 2e du Grand Prix de la ville de Vilvorde

### Palmarès professionnel
- 2008
  - Classement général du Tour de Grande-Bretagne
  - 9e du Grand Prix de Plouay
- 2010
  - 3e de la Classica Sarda Olbia-Pantogia
- 2011
  - 3e du championnat de France du contre-la-montre

### Résultats sur les grands tours

#### Tour de France
3 participations 
- 2007 : abandon sur chute (6e étape)
- 2008 : 85e
- 2009 : 64e

#### Tour d'Espagne
3 participations 
- 2006 : 103e
- 2007 : 98e
- 2011 : 110e

### Classements mondiaux
| Année           | 2008 | 2009 | 2010 | 2011 | 2012 | 2013  |
| --------------- | ---- | ---- | ---- | ---- | ---- | ----- |
| UCI World Tour  |      |      |      | 216e |      |       |
| UCI Europe Tour | 43e  | 211e |      |      | 438e | 1000e |